# 成田理助
成田 理助（なりた りすけ、1909年（明治42年）8月18日 - 1988年（昭和63年）4月1日）は、日本の野球評論家。成田は旧姓。本姓は西田。息子は中日ドラゴンズに所属した西田暢。

## 略歴・人物
長野県上水内郡三輪村（現長野市）で生まれる。旧制長野中学（現長野県長野高等学校）を経て、1934年（昭和9年）に法政大学法文学部法律学科を卒業する。大学在学中は、野球部選手として活躍し、2回の優勝に貢献する。
1934年東京鉄道局に入局。1940年応召。復員後の1949年に退職し、東鉄野球部監督、東京六大学野球審判員。1951年、明治座入社とともに野球部監督、全日本軟式野球連盟常任理事。1979年日本社会人野球関東連盟副会長。その後は野球評論家として活動する。
次男の西田潔は東洋大学硬式野球部で監督を務め、社会学部名誉教授であった。
1988年（昭和63年）、心不全にて死去、78歳。

## 著書
- 『軟式野球』（ベースボール・マガジン社、1960）

## 共著
- 『六大学野球部物語』（恒文社、1975）
- 『軟式野球』（ベースボール・マガジン社、1979）

## 共編
- 『審判の栞』（秀美堂印刷、1951）